# ジョアッキーノ・コロンボ
ジョアッキーノ・コロンボ（Gioacchino Colombo 、1903年1月9日 - 1987年4月24日）はイタリア・レニャーノ出身の自動車技術者。
フェラーリの高級スポーツカーに搭載されたV型12気筒エンジンの生みの親として知られる。

## 経歴

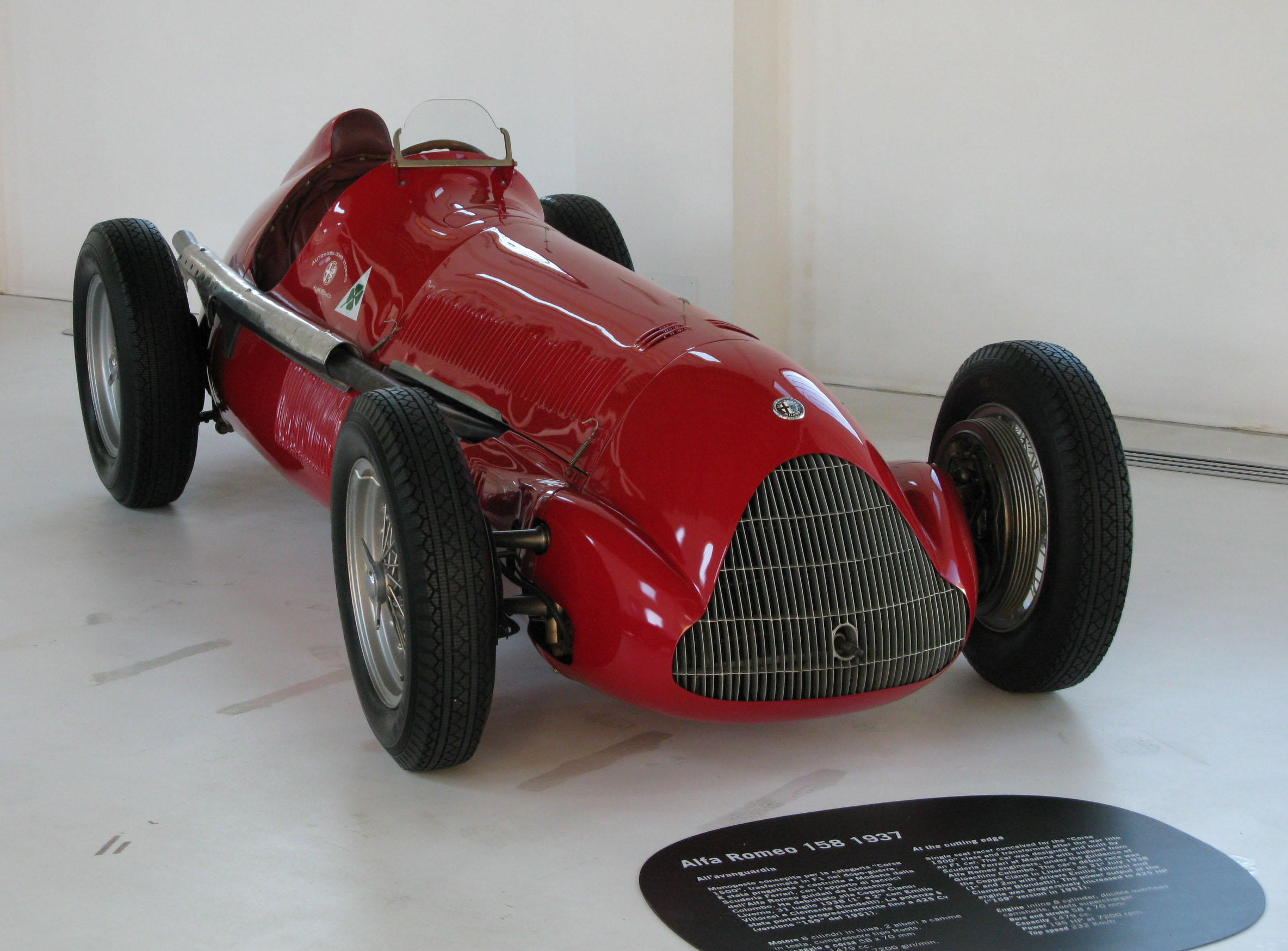
アルファロメオ・158

1924年、製図工としてアルファロメオのポルテッロ工場に着任。ヴィットリオ・ヤーノの元で働き始める。
1937年、アルファロメオのレース活動を代行していたスクーデリア・フェラーリへ派遣される。ドイツ車が席巻していたグランプリカーよりも下のカテゴリであるヴォワチュレットクラスの設計を任され、スーパーチャージャー付1,500 cc直列8気筒エンジンを搭載するアルファロメオ・158（通称”アルフェッタ”）を開発した。アルフェッタは第二次世界大戦の戦火を逃れると、終戦後のレースで圧倒的な成功を収め、F1創設の1950年にジュゼッペ・ファリーナ、1951年にファン・マヌエル・ファンジオが世界チャンピオンに輝いた。

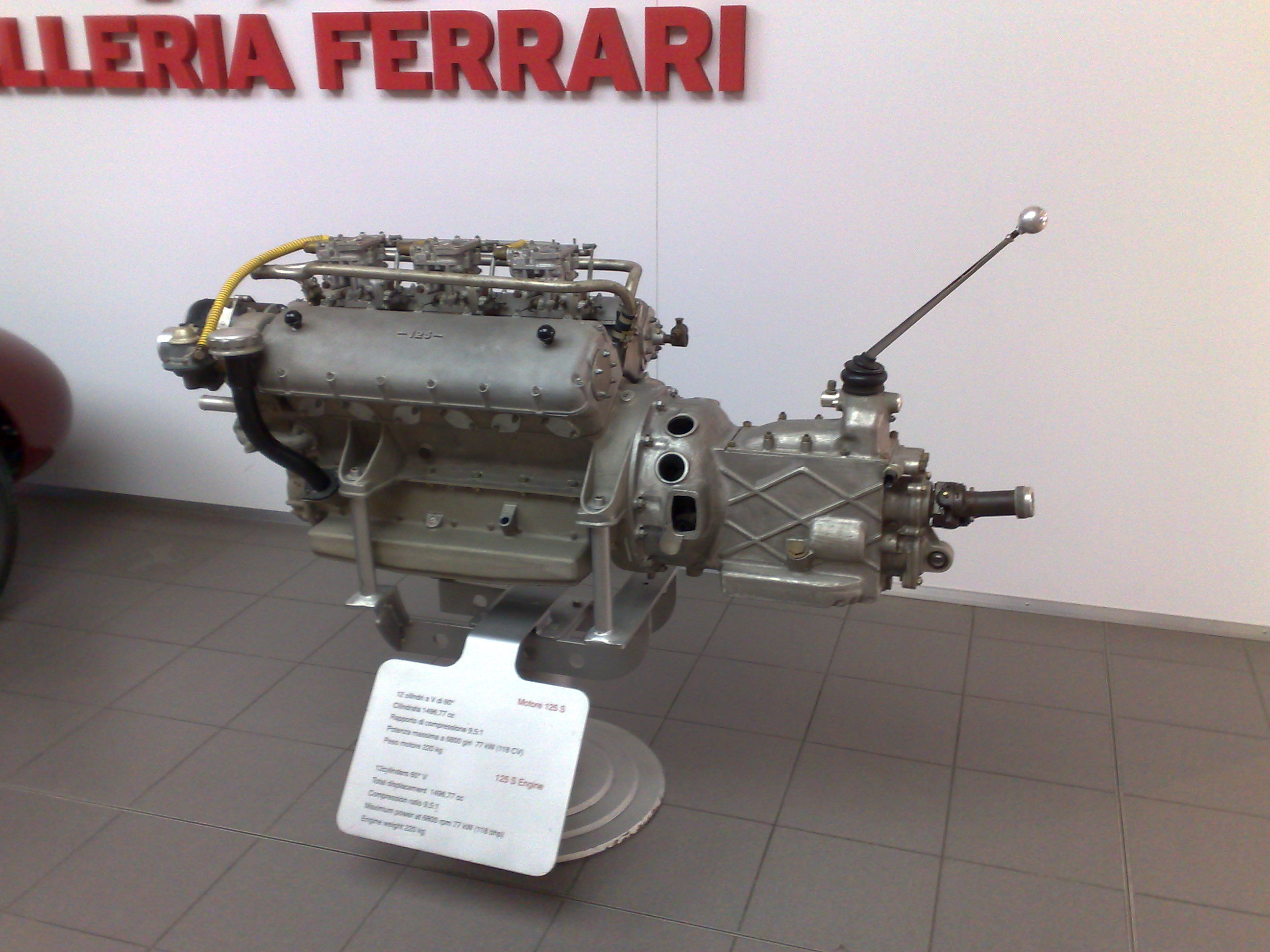
フェラーリ・125SのV12エンジン

1945年、第二次世界大戦後にコロンボはモデナのエンツォ・フェラーリのもとを訪れ、新たに発足するフェラーリ社のエンジン設計を任される。両者はV12エンジンが望ましいという共通理解を得る。1,500 cc V12エンジンを搭載するフェラーリ第一号車はシリンダーあたりの排気量125 ccから「125S」と命名された。ただし、コロンボ自身は図面を引いたところで一時アルファロメオに戻っており、1947年のデビューに立ち会っていない。このV12エンジンはコロンボ・エンジン (Colombo engine) と呼ばれ、166シリーズ（2リッター）、250シリーズ (3リッター)、330シリーズ（4リッター）と徐々に排気量が拡大されていき、1986年の412（5リッター）まで40年近くフェラーリの象徴となった。
コロンボはフェラーリでスーパーチャージャー搭載の125F1を開発するも、己が設計したアルフェッタに勝つことができず、同僚のアウレリオ・ランプレディが設計した大排気量系V12（ランプレディ・エンジン）が社内で優先されるようになった。1951年にアルファロメオに戻り、レーシングスポーツ1900C52、通称ディスコ・ヴォランテ (Disco Volante) （空飛ぶ円盤）を開発した。
1952年、マセラティへ移籍し、1954年からF1に導入される2.5リッターエンジン規定にあわせて250Fを設計（ベースはF2用A6GCM）。完成前にマセラティを去るが、1957年にファンジオが250Fを駆り個人5度目の世界チャンピオンを獲得する。
コロンボは今度はブガッティへ移籍し、直列8気筒エンジンをミッドシップに横置きマウントする斬新なT251を開発。1956年フランスGPでデビューしたが、競争力はなく、この1戦限りの出場に終わった。
1957年、MVアグスタに転職し、1970年まで勤めた。
1987年、ミラノで死去。